# Illa del Governador
Illa del Governador (« Ilha do Governador ») és una illa situada en el marge occidental de la badia de Guanabara, al Brasil.

## Història
Abans de l'arribada dels europeus, l'illa era habitada per la tribu dels indis Temiminós i el seu cap Arariboia, del qual era la terra natal. Aquests últims van abandonar l'illa a causa dels atacs dels seus enemics Tamoios i dels traficants francesos de fusta de Pernambuco, els quals van ser definitivament expulsats l'any 1567 pels portuguesos. El 5 de setembre d'aquell mateix any, Mem de Sá, governador general de Brasil, va donar la terra al seu cosí i successor Salvador Correia de Sá (per això l'illa porta el seu nom actual des d'aquella època), que es va transformar en productor de canya a sucre. La producció era exportada cap a Europa fins al segle XVIII.
Al segle xix, el Príncep Regent Joan IV de Portugal va utilitzar l'illa com terreny de caça. Segons la tradició, la platja de Bica es diu així per una font que servia de bany per al jove príncep que es convertiria més tard l'emperador Pere I del Brasil (1822 - 1831).

## L'aeroport internacional de Galeão
L'any 1952, va ser inaugurat l'Aeroport internacional de Galeão, ampliat l'any 1977 per acollir vols de llarga distància i que ocupa des d'aleshores tota la part occidental de l'illa. A l'època, Galeão era la plataforma aeroportuària més gran del Brasil, amb una capacitat de sis milions de passatgers per any.

## Accés
Gràcies a dos ponts, l'illa és travessada a la seva part oest per la RJ-071, anomenada Via Expressa Presidente João Goulart i més normalment Linha Vermelha, que connecta Rio de Janeiro a São João de Meriti.
Altres dos ponts, situats al sud-oest permeten igualment l'accés a l'illa: Ponte Velha da Ilha do Governador i Ponte Nova da Ilha do Governador.
La TransCarioca connecta el barri de Barra da Tijuca amb l'aeroport internacional de Galeão.